# Премия Константейна Хёйгенса
Премия Константейна Хёйгенса (нидерл. Constantijn Huygens-prijs) — голландская литературная премия, вручается не за конкретное произведение, а за всё творчество писателя в целом. Присуждается Фондом Яна Камперта от имени муниципалитета города Гаага.

## История
Присуждается ежегодно, начиная с 1947 года. Победителя определяет жюри Фонда Яна Камперта, названного в честь голландского писателя Яна Камперта, погибшего при оказании помощи евреям во время Второй мировой войны. Сама награда названа в честь Константейна Хёйгенса, голландского поэта, дипломата, учёного и композитора 17 века. Церемония награждения проходит в январе, её организует Национальный литературный музей Нидерландов в Гааге.
Первые победители получили 2 000 гульденов, и размер премии с годами увеличивался. В 1998 году комитет по культуре согласился на удвоение суммы денег для всех призов от Фонда Яна Камперта. С 2017 года лауреату вручается 12 000 евро.
В 1968 году премия не вручалась. В 1982 году Ян Волкерс отказался принять награду.

## Список лауреатов
- 1947 — Питер Николас ван Эйк
- 1948 — Адриан Роланд Холст
- 1949 — Якоб Корнелис Блум

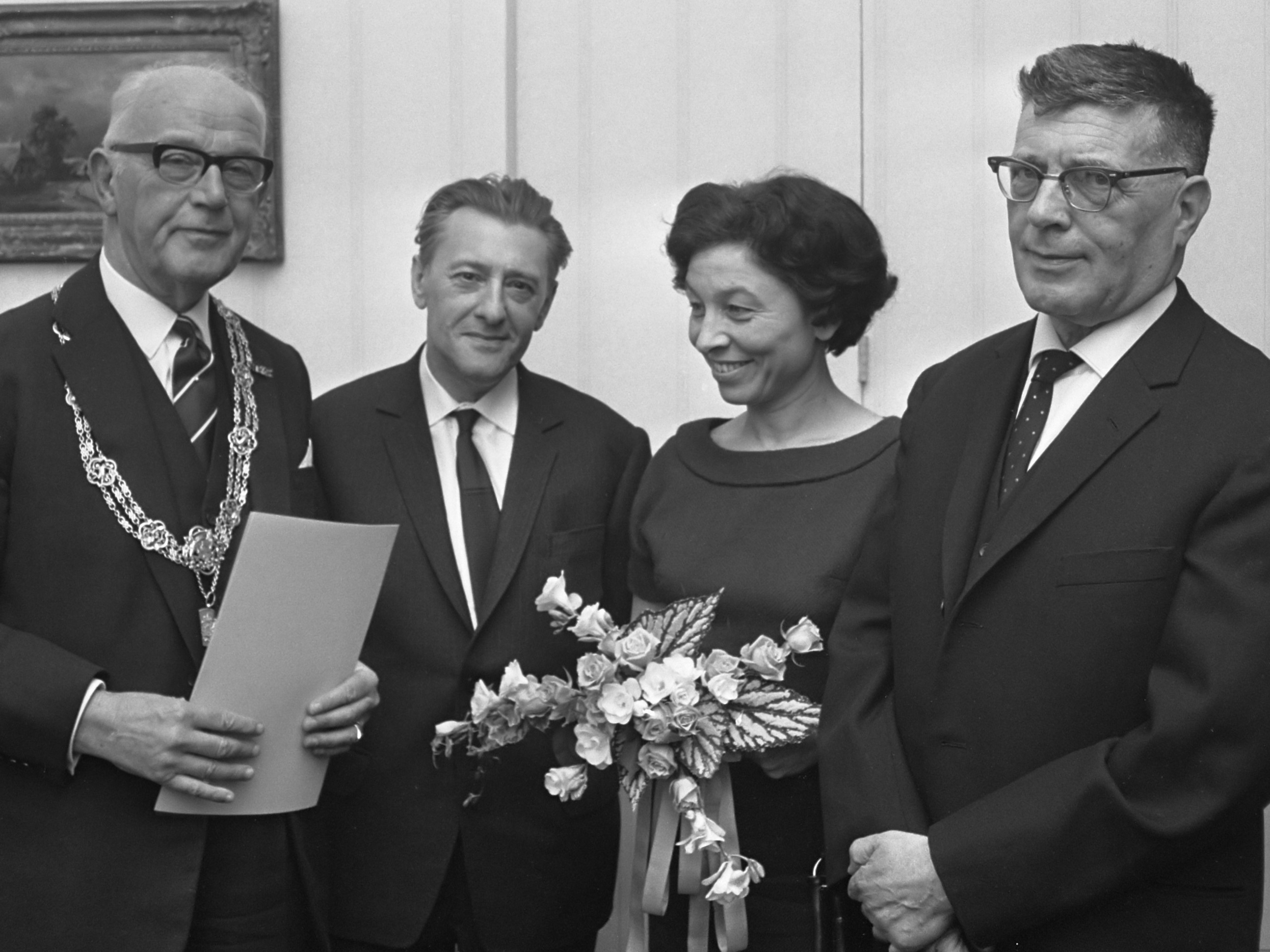
Луи-Поль Боон (1966)

- 1950 — Geerten Gossaert (псевдоним Карела Герретсона)
- 1951 — Виллем Элсxот
- 1952 — Пьер Х. Дюбуа
- 1953 — Мартинус Нейхоф (посмертно)
- 1954 — Ян Энгельман
- 1955 — Симон Вестдейк
- 1956 — Пьер Кемп
- 1957 — Фердинанд Бордевейк
- 1958 — Виктор Э. ван Врисланд
- 1959 — Геррит Ахтерберг
- 1960 — Антон ван Дёйнкеркен
- 1961 — Симон Кармиггелт
- 1962 — Хендрик де Фриз
- 1963 — Ян ван Нейлен
- 1964 — Абель Я. Герцберг
- 1965 — Люсеберт
- 1966 — Луи-Поль Боон
- 1967 — Ян Гресхофф
- 1968 — не награждали
- 1969 — Морис Гиллиамс
- 1970 — Анни Ромейн-Версхюр
- 1971 — F.C. Terborgh (псевдоним Рейнье Флаеса)
- 1972 — Хан Дж. Хекстра
- 1973 — Беб Вуйк
- 1974 — М. Васалис
- 1975 — Альберт Альбертс
- 1976 — Ян Г. Эльбург
- 1977 — Харри Мулиш
- 1978 — Элизабет Эйберс
- 1979 — Хюго Клаус
- 1980 — Альфред Коссманн
- 1981 — Хелла Хаассе
- 1982 — Ян Волкерс (отказался)
- 1983 — Роб Ньивенхёйс
- 1984 — Й. Бернлеф
- 1985 — Пьер Х. Дюбуа
- 1986 — Геррит Крол
- 1987 — Анни М. Г. Шмидт
- 1988 — Жак Хамелинк
- 1989 — Антон Колхас
- 1990 — Ханс Фаверей
- 1991 — Берт Ширбек
- 1992 — Сейс Нотебоом
- 1993 — Йерун Брауверс
- 1994 — Юдит Херцберг
- 1995 — F. Springer (псевдоним Карела Яна Шнайдера)
- 1996 — H. C. ten Berge
- 1997 — Леонард Ноленс
- 1998 — H.H. ter Balkt
- 1999 — Виллем-Ян Оттен
- 2000 — Шарлотта Мютсерс
- 2001 — Луи Феррон
- 2002 — Кис Оувенс
- 2003 — Сибрен Полет
- 2004 — Виллем Г. ван Манен
- 2005 — Марга Минко
- 2006 — Як Фирмин Вогелар (псевдоним Франциска Вильгельмуса Марии Броерса)
- 2007 — Тоон Теллеген
- 2008 — Аннеке Брассинга
- 2009 — Арнон Грюнберг
- 2010 — А. Л. Снайдерс
- 2011 — А. Ф. Т. ван дер Хейден
- 2012 — Йоке ван Леувен
- 2013 — Том Лануа
- 2014 — Меншье ван Кёлен
- 2015 — Адриан ван Дис
- 2016 — Атте Йонгстра
- 2017 — Ханс Тентие
- 2018 — Неллеке Ноордерфлит
- 2019 — Стефан Хертманс
- 2020 — Гюс Кёйер
- 2021 — Питер Верхельст
- 2022 — Марион Блум
- 2023 — Анжет Даанже